# Meadowlands (Südafrika)
Meadowlands (deutsch wörtlich: „Wiesenland“) ist ein Stadtteil von Soweto, das wiederum ein Teil der Metropolgemeinde City of Johannesburg in Südafrika ist. Es ist in Meadowlands West und Meadowlands East unterteilt.

## Geographie
Die Townshipsiedlung Meadowlands liegt rund 14 Kilometer südwestlich des Zentrums von Johannesburg. 2011 hatte der Stadtteil offiziell 122.594 Einwohner. Er gehört zur Region D der City of Johannesburg, zu der unter anderem ganz Soweto gehört.
Meadowlands liegt im Norden Sowetos. Nordwestlich liegt der Stadtteil Soteba, westlich Dobsonville, südwestlich Mofolo, südlich Dube und östlich Orlando West.

## Geschichte
Der Stadtteil wurde 1955 nach dem Group Areas Act von 1950 und dem Natives Resettlement Act von 1954 als Siedlung für Schwarze gegründet, insbesondere für zwangsumgesiedelte Bewohner des Stadtteils Sophiatown nordwestlich von Johannesburg. Die Bewohner wurden innerhalb Meadowlands’ nach Ethnien aufgeteilt. Für den Bau der Häuser wurden möglichst kostensparende Verfahren angewendet.

## Verkehr
Durch Meadowlands führt in Ost-West-Richtung die Straße M70 (Motorway 70). Bahnstationen der Metrorail Gauteng sind entlang der Bahnstrecke Johannesburg–Naledi Mzimhlope, Phomolong und Phefeni, jeweils an der Grenze zu Orlando West.

## Sonstiges
Der Musiker Strike Vilakazi (auch Vilakezi) veröffentlichte 1956 das Lied Meadowlands, das scheinbar fröhlich, tatsächlich aber ironisch die „Schönheit“ Meadowlands’ beschreibt. Das Lied wurde auch von Nancy Jacobs and Her Sisters, Miriam Makeba und Dorothy Masuka interpretiert und somit auch international als Protestlied bekannt.